# Workday Canberra International 2024
Das Workday Canberra International 2024 war ein Tennisturnier der WTA Challenger Series 2024 für Damen und ein Tennisturnier der ATP Challenger Tour 2024 für Herren in Canberra. Die Turniere fanden parallel vom 1. bis 6. Januar 2024 statt.